# Deutscher Schachpreis
Der Deutsche Schachpreis ist die höchste Auszeichnung des Deutschen Schachbundes für herausragende Verdienste um die Förderung des Schachs.
Sein Vorgänger war der Medienpreis des Deutschen Schachbundes, der von 1977 bis 1998 in unregelmäßiger Folge vergeben wurde. An seine Stelle trat der Deutsche Schachpreis ab dem Jahr 2000.

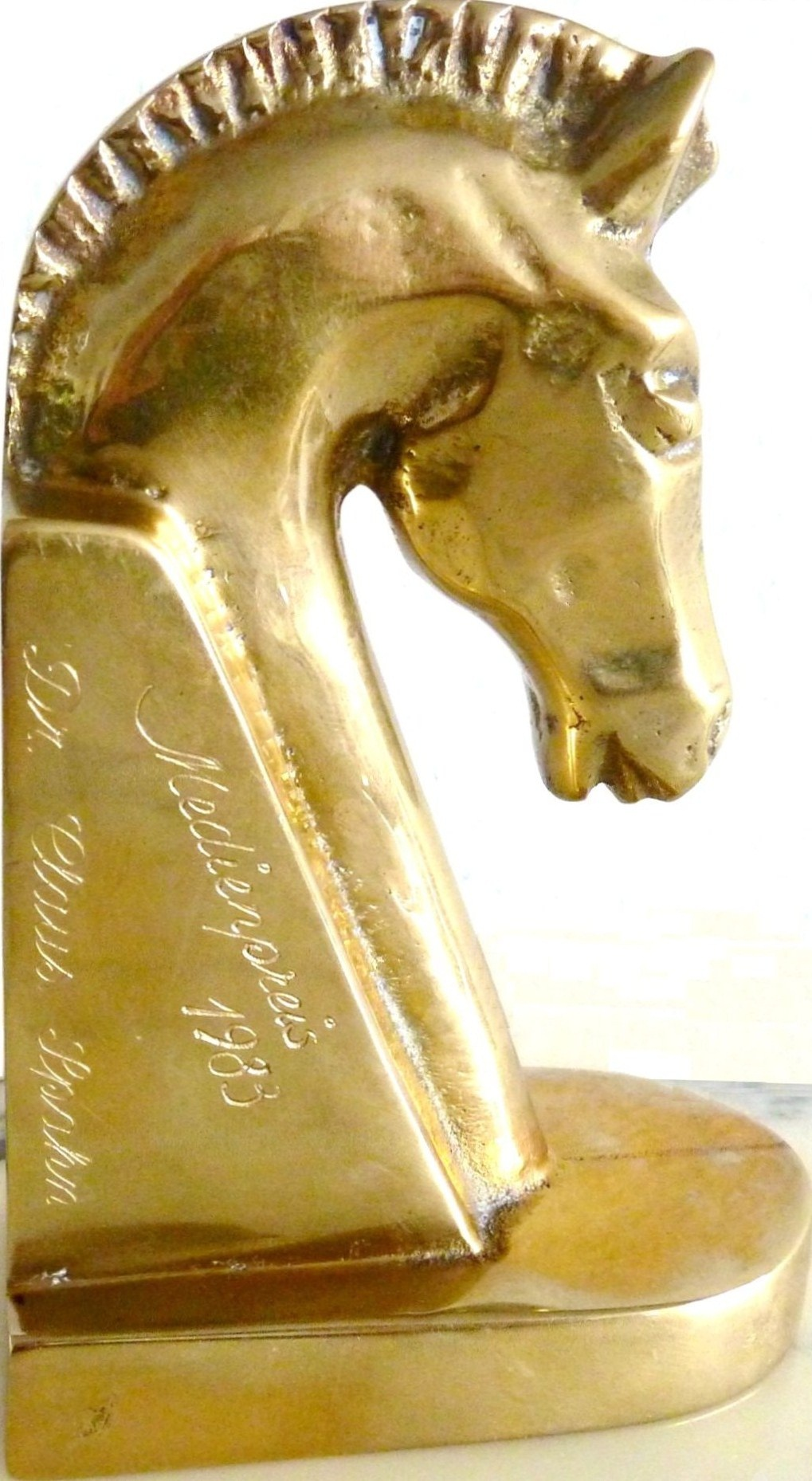
Medienpreis 1983

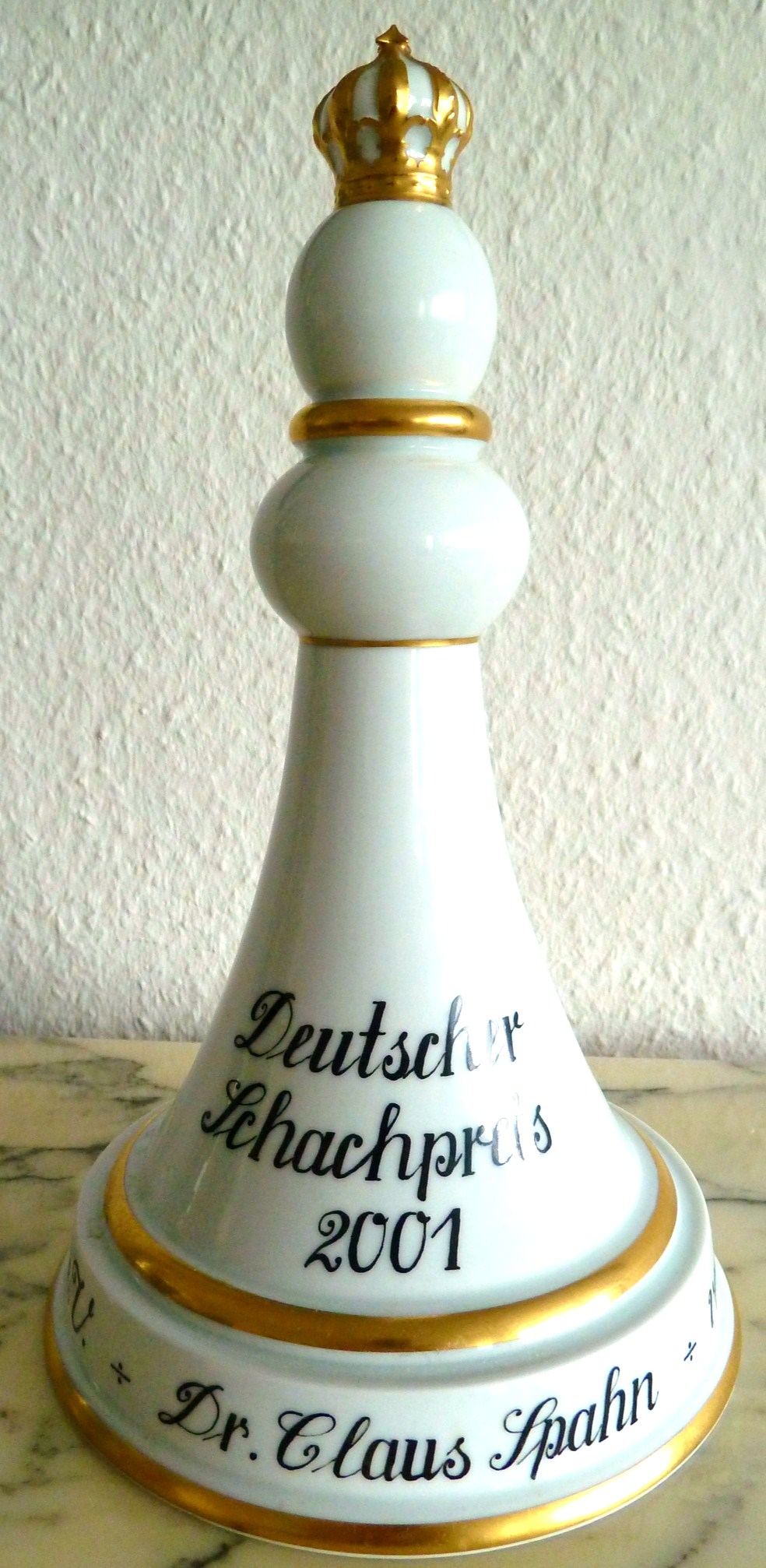
Schachpreis 2001

## Medienpreis des Deutschen Schachbundes
| Jahr | Preisträger          | Kommentar, Anmerkungen             |
| ---- | -------------------- | ---------------------------------- |
| 1977 | Helmut Jungwirth     | Norddeutscher Rundfunk             |
| 1982 | Manfred Hilpert      | Norddeutscher Rundfunk             |
| 1982 | Helmut Pfleger       | Großmeister und Fernsehkommentator |
| 1983 | Claus Spahn          | Westdeutscher Rundfunk             |
| 1984 | Theo Schuster        | Publizist                          |
| 1984 | Paul Tröger          | Publizist                          |
| 1985 | Werner Lauterbach    | Publizist                          |
| 1986 | Michael Kipp-Thomas  | Norddeutscher Rundfunk             |
| 1989 | Matthias Wüllenweber | ChessBase                          |
| 1990 | Werner Harenberg     | Der Spiegel                        |
| 1991 | Heinz Strubl         | Bayerischer Rundfunk               |
| 1993 | Erich Heilig         | Journalist                         |
| 1995 | Joachim Neander      | Die Welt                           |
| 1998 | Roswin Finkenzeller  | Frankfurter Allgemeine Zeitung     |

## Deutscher Schachpreis
| Jahr | Preisträger                          | Kommentar, Anmerkungen                                                             |
| ---- | ------------------------------------ | ---------------------------------------------------------------------------------- |
| 2000 | Stadt Dortmund                       | Dortmunder Schachtage                                                              |
| 2001 | Claus Spahn                          | Westdeutscher Rundfunk                                                             |
| 2002 | Axel Eger                            | Thüringer Allgemeine                                                               |
| 2005 | Kurt Lellinger                       | Deutsche Schulschachstiftung                                                       |
| 2006 | Dagobert Kohlmeyer                   | Wirken als Schachjournalist                                                        |
| 2006 | Hans-Walter Schmitt                  | Ausrichtung der Chess Classic                                                      |
| 2008 | Stadt Dresden                        | Ausrichtung der Schacholympiade 2008                                               |
| 2009 | Björn Lengwenus                      | Wirken im Schulschach, Autor Fritz & Fertig[2]                                     |
| 2010 | Ralf Schreiber                       | Projekt „Schach für Kids“[3]                                                       |
| 2011 | Sparkassen- und Giroverband          | Sponsoring des Dortmunder Sparkassen Chess-Meeting                                 |
| 2012 | Verein „Schachzwerge Magdeburg“      | Nachwuchsförderung                                                                 |
| 2013 | Förderverein Schachdorf Ströbeck     | Traditionspflege                                                                   |
| 2014 | Schachmagazin „KARL“                 | Arbeiten zur kulturellen und geschichtlichen Dimension des Schachs                 |
| 2015 | Raymund Stolze und Franz Jittenmeier | Betreiber einer Schachseite im Internet                                            |
| 2016 | Roman Krulich                        | Gründer der Münchener Schachstiftung und Mitbegründer der Münchener Schachakademie |
| 2017 | Gustaf Mossakowski, Erik Kothe       | Öffentlichkeitsarbeit der Deutschen Schachjugend                                   |
| 2018 | Grenke AG                            | Verdienste um die Förderung des Schachs in Deutschland                             |
| 2020 | Sebastian Siebrecht                  | Projekt „Faszination Schach“                                                       |
| 2023 | Ulrich Stock                         | Journalist bei der Zeit                                                            |
| 2025 | Raj Tischbierek                      | Herausgeber der Zeitschrift "Schach"                                               |

## Verleihungsordnung
- Ordnung für den Deutschen Schachpreis auf der Homepage des DSB (PDF; 71 kB)